# Воля народа (депутатская группа)
«Воля народа» укр. Воля народа — депутатская группа в Верховной Раде Украины VIII созыва, созданная 27 ноября 2014 года. До 12 августа 2015 г. её возглавлял народный депутат Игорь Еремеев. С 6 октября 2015 года возглавляет народный депутат Ярослав Москаленко.

## Описание
Эта группа включает в себя 17 народных депутатов, подавляющее большинство которых избраны на внеочередных выборах народных депутатов Украины 26 октября 2014 года по мажоритарным избирательным округам. Основной костяк группы сформирован из народных депутатов VII созыва, которые перед выборами входили в депутатскую группу «Суверенная европейская Украина». До этого часть депутатов группы в прошлом созыве была членами Партии регионов, принимали участие в голосовании за т. н. «законы о диктатуре».

## Состав группы
- Бандуров, Владимир Владимирович
- Богуслаев, Вячеслав Александрович
- Гиршфельд, Анатолий Моисеевич
- Довгий, Олесь Станиславович
- Ивахив, Степан Петрович (Заместитель Главы депутатской группы)
- Лабазюк, Сергей Петрович
- Литвин, Владимир Михайлович
- Мартыняк, Сергей Васильевич
- Мельничук, Сергей Петрович
- Молоток, Игорь Федорович
- Москаленко, Ярослав Николаевич (Глава депутатской группы)
- Петёвка, Василий Васильевич
- Пономарёв, Александр Сергеевич (политик)
- Поплавский, Михаил Михайлович
- Рыбчинский, Евгений Юрьевич
- Фельдман, Александр Борисович
- Фурсин, Иван Геннадьевич
- Шахов, Сергей Владимирович